# Виша команда 65 за посебну намену
Виша Команда 65 за посебну намену формирана је 21. маја 1941. у циљу извршавања војних задатака окупационе управе у Југославији. По рангу, то је била корпусна формација. Командант јој је био генерал артиљерије Паул Бадер. Под командом овог биле су четири посадне дивизије:
- 704. дивизија
- 714. дивизија
- 717. дивизија
- 718. дивизија

Прве три биле су распоређене на територији Србије, док је 718. дивизија распоређена као помоћ снагама НДХ на њеној територији.
Истовремено је постојао и штаб и звање опуномоћеног заповедника Србије. Његов командант од 18. априла до 31. маја 1941. био је генерал авијације Хелмут Ферстер, затим од 31. маја до 28. јула 1941. Лудвиг фон Шредер, а након његове погибије у авионској несрећи генерал авијације Хајнрих Данкелман (од 28. јула до 9. октобра 1941.)
Са распламсавањем устанка указала се потреба за јачањем немачких трупа. Врховна команда Вермахта решила је да појача снаге и уведе мере застрашивања. Титули команданта Србије додати су 19. септембра застрашујући епитети: уз звање „опуномоћеног заповедника“ добио је и звање „наредбодавца“ да би се нагласила његова неограничена моћ.
На место овог команданта неограничене моћи постављен је 9. октобра генерал брдских трупа Франц Беме. Он је на овом положају остао до 1. марта 1942, а Виша Команда 65 за посебну намену функционисала је као његов оперативни штаб. 1. марта 1942. ова два звања штаба су уједињена у један штаб. На његовом челу је надаље до 13. августа 1943. био генерал артиљерије Паул Бадер са звањем „Командујућег генерала и наредбодавца у Србији“